# Рока Сан Ђовани
Рока Сан Ђовани (итал. Rocca San Giovanni) је насеље у Италији у округу Кјети, региону Абруцо.
Према процени из 2011. у насељу је живело 666 становника. Насеље се налази на надморској висини од 169 м.

## Становништво
Према резултатима пописа становништва 2011. у општини је живело 2.348 становника.
| 1931. | 1936. | 1951. | 1961. | 1971. | 1981. | 1991. | 2001. | 2011. |
| ----- | ----- | ----- | ----- | ----- | ----- | ----- | ----- | ----- |
| 3.163 | 3.022 | 3.210 | 2.719 | 2.289 | 2.221 | 2.364 | 2.352 | 2.348 |

## Партнерски градови
- Шенжи